# Parafia św. Marcina i Matki Bożej Szkaplerznej w Zarszynie
Parafia św. Marcina i Matki Bożej Szkaplerznej w Zarszynie – parafia rzymskokatolicka należąca do dekanatu jaćmierz w archidiecezji przemyskiej.

## Historia
W 1395 roku został erygowany kościół w Zarszynie. W 1441 kasztelan sanocki Piotr ze Smolic herbu Szreniawa powiększył uposażenie parafii, a w następnym roku ufundował altarię Wniebowzięcia Najświętszej Maryi Panny. W II połowie XVI wieku kościół był zamieniony na zbór kalwiński. W 1624 roku drewniany kościół został spalony przez Tatarów. W 1645 roku zbudowano kolejny drewniany kościół, który w 1650 roku poświęcono. W tym czasie pojawił się też kult Matki Bożej Szkaplerznej, a 16 lipca 1669 roku ks. Wojciech Miedziankowicz założył Bractwo Szkaplerza Matki Bożej z Góry Karmel. Do 1773 roku Zarszyn był własnością kolegium Jezuitów w Krośnie.
W 1872 roku rozpoczęto budowę obecnego murowanego kościoła z fundacji Jana Wiktora. 16 lipca 1882 roku bp Ignacy Łobos konsekrował nowy kościół. 10 maja  1915 roku, podczas frontu austriacko-rosyjskiego dach na kościele spalił się, zawaliło się sklepienie i wnętrze zostało poważnie uszkodzone. Po wojnie kościół odbudowano. W 1944 roku podczas wojny kościół został ponownie uszkodzony. Po wojnie kościół ponownie odbudowano. W latach 1773–1774 wikariuszem parafii był ks. Józef Zięba  – przyjaciel bł. Jerzego Popiełuszki.
Na terenie parafii jest 1750 wiernych (w tym: Zarszyn – 1047, Posada Zarszyńska – 703).
Proboszczowie parafii:
1669–1713. ks. Kazimierz Litwinkiewicz.
1713–1728. ks. Tomasz Sewryński.
1728–1742. ks. Jan Gorzkowski.
1742–1754. ks. Jan Kukulski.
1754–1759. ks. Maciej Pruski.
1759–1766. ks. Jacek Sojecki.
1766–1773. ks. Józef Toczyński.
1773–1780. ks. Wojciech Kamiński.
1780–1789. ks. Wojciech Moruński.
1798–1808. ks. Jan Starzecki.
1809–1836. ks. Florian Barański.
1837–1848. ks. August Przylibski.
1848–1867. ks. Feliks Skibiński.
1867–1892. ks. Antoni Kirschner.
1892–1911. ks. Józef Tomek.
1911–1951. ks. Franciszek Laskoś.
1951–1962. ks. Władysław Winiarz (administrator).
1962–1964. ks. Józef Wiśniowski.
1964–1980. ks. Franciszek Szajna.
1980–2017. ks. kan. Antoni Obłoza.
2017–2023. ks. Zdzisław Babiarz.
2023– nadal ks. Andrzej Wolanin.

## Grupy parafialne
Rada Parafialna, Liturgiczna Służba Ołtarza, Żywy Różaniec, Bractwo Szkaplerza Najświętszej Maryi Panny z Góry Karmel. 